# Grande école
Grande école – kategoria francuskich uczelni, publicznych i prywatnych, które funkcjonują w sposób nieco odrębny od uniwersytetów. Niektóre są bardziej sprofesjonalizowane od uniwersytetów, inne organizują studia w trybie bardzo interdyscyplinarnym, prowadzą nabór zazwyczaj dwa lata po maturze i wymagają egzaminu wstępnego (matura pozwala na bezpośredni wstęp na uniwersytety, w niektórych ma miejsce konkurs świadectw z ostatnich lat liceum). Grandes Ecoles zazwyczaj mają swoją specjalność, choć istnieje kilka o programie ogólnym, gdzie specjalizacja odbywa się np. tylko na ostatnim roku.
Uczelnie te kształcą ograniczoną liczbę studentów i stosują gęste sito egzaminacyjne do naboru kandydatów. Grandes Écoles uznawane są za prestiżowe, ich ukończenie uważane jest za „przepustkę” do świata naukowego, świata dyplomacji lub wielkiego biznesu. Większość tych szkół z polskiego punktu widzenia jest po prostu politechnikami, szkołami handlowymi i rolniczymi lub uczelniami prowadzącymi studia humanistyczno-społeczne i matematyczno-przyrodnicze stojące na wysokim poziomie.
Wyrażenie Grande Ecole można przetłumaczyć jako Wyższa Szkoła lub „wielka szkoła”. Dyplom Grande Ecole jest odrębną kategorią od dyplomu uniwersyteckiego, choć zazwyczaj uznawany jest za równoważnik np. magistra inżyniera w przypadku studiów technicznych. We Włoszech w XIX i XX w. utworzono dwie uczelnie będące dokładnymi kopiami francuskich „wielkich szkół”- Scuola Normale di Pisa i Scuola Superiore di Sant’Anna.

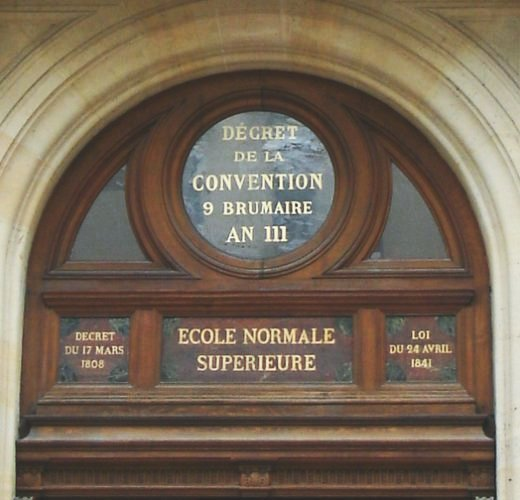
École normale supérieure

## Kursy przygotowawcze
Żeby dostać się do Grande Ecole, należy ukończyć rok lub dwa lata kursów przygotowawczych (classes préparatoires, popularnie: prépas), zwykle organizowanych w liceum, niekoniecznie tym samym, w którym zdawało się maturę. Można również przystępować do egzaminów po takim samym okresie (rok lub dwa lata) studiów wyższych na uczelni; program uniwersytecki, stosunkowo wyspecjalizowany, nie pozwala zwykle jednak na odpowiednie przygotowanie się do nich, ponieważ egzaminy obejmują szerokie spektrum wiedzy.
Egzaminy wstępne są często wspólne dla wielu podobnych szkół, które później przyjmują kandydatów stosunkowo do uzyskanych punktów. Niektóre odbywają się w tym samym czasie, i kandydaci muszą wybrać z góry, oceniając swoje możliwości. W razie niepowodzenia na egzaminach można powtarzać drugi rok kursu przygotowawczego lub kontynuować studia na uniwersytecie. Niektóre Grande Ecoles mają własne kursy przygotowawcze (prépa intégrée), choć to nie zwalnia od egzaminu po dwóch latach.
Kursy są podzielone na kilka specjalności:
- matematyczno-fizyczny (w tym informatyka oraz inżynieria):
  - 1 rok – nazywany mathématiques supérieures (potocznie mathsup lub hypotaupe),
  - 2 rok – nazywany mathématiques spéciales (potocznie mathspé lub taupe),
- biologia, geologia, matematyka – Agro (od agronomii)
- nauki humanistyczne – hypokhâgne oraz khâgne,
- ekonomia.

Najbardziej znane są kursy przygotowawcze prowadzone w Lycée Louis-le-Grand w Paryżu.

## Écoles normales supérieures

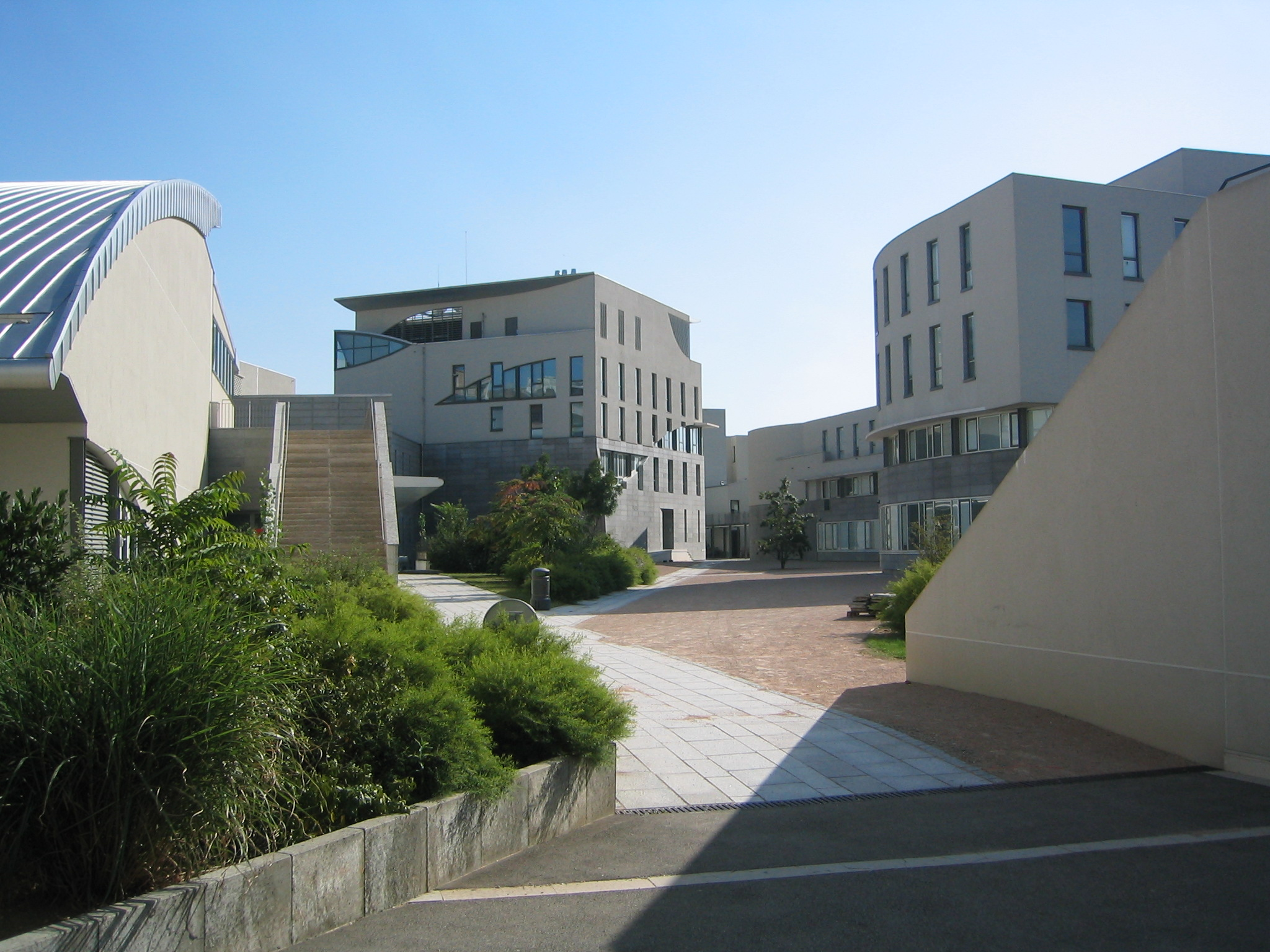
École normale supérieure lettres et sciences humaines

W uczelniach zaliczanych do Écoles normales supérieures kształcą się przyszli naukowcy i nauczyciele, ale wielu z ich absolwentów wchodzi również na ścieżkę kariery w administracji i biznesie.
Kilka najsłynniejszych Écoles normales supérieures:
- École normale supérieure w Paryżu, rue d’Ulm (nauki ścisłe oraz kierunki humanistyczne);
- École normale supérieure w Cachan, przedmieścia Paryża (nauki stosowane, nauki techniczne, języki obce);
- École normale supérieure(inne języki) w Lyonie (nauki ścisłe);
- École normale supérieure lettres et sciences humaines w Lyonie (nauki humanistyczne).

Egzaminy na te uczelnie są najtrudniejsze i można je zdać tylko po zakończeniu kursów przygotowawczych na najwyższym poziomie.
Najlepsi studenci tych uczelni określani jako normaliens są uważani za przyszłych urzędników cywilnych i dostają stypendia, które muszą potem odpracowywać przez 10 lat, wliczając czas studiów.

## Politechniki

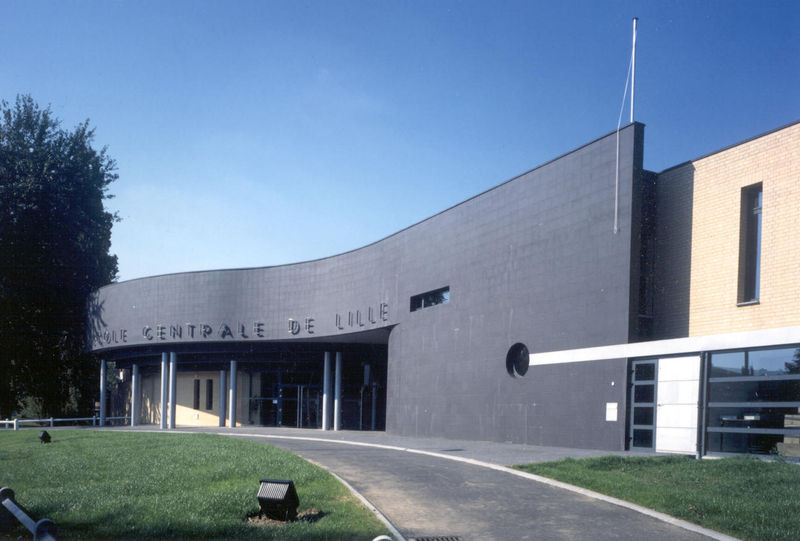
École centrale de Lille

Aby dostać się do politechniki zaliczanej do Grandes Écoles należy wcześniej ukończyć kursy matematyczne.
Kilka najsłynniejszych politechnik:
- École nationale supérieure des mines de Paris
- École nationale des ponts et chaussées (Narodowa Szkoła Inżynierii Lądowej)
- Groupe centrale
  - École centrale Paris
  - École centrale de Lille
  - École centrale de Lyon
  - École centrale de Marseille(inne języki)
  - École centrale de Nantes
- École nationale de la statistique et de l’administration économique
- École nationale supérieure d’arts et métiers
- Télécom ParisTech
- École supérieure d’électricité
- Télécom Bretagne
- Institut polytechnique des sciences avancées
- École nationale de l’aviation civile
- École supérieure de physique et de chimie industrielles de la ville de Paris (pięciu naukowców otrzymało Nagrodę Nobla)
- Supinfo

## Szkoły rolnicze

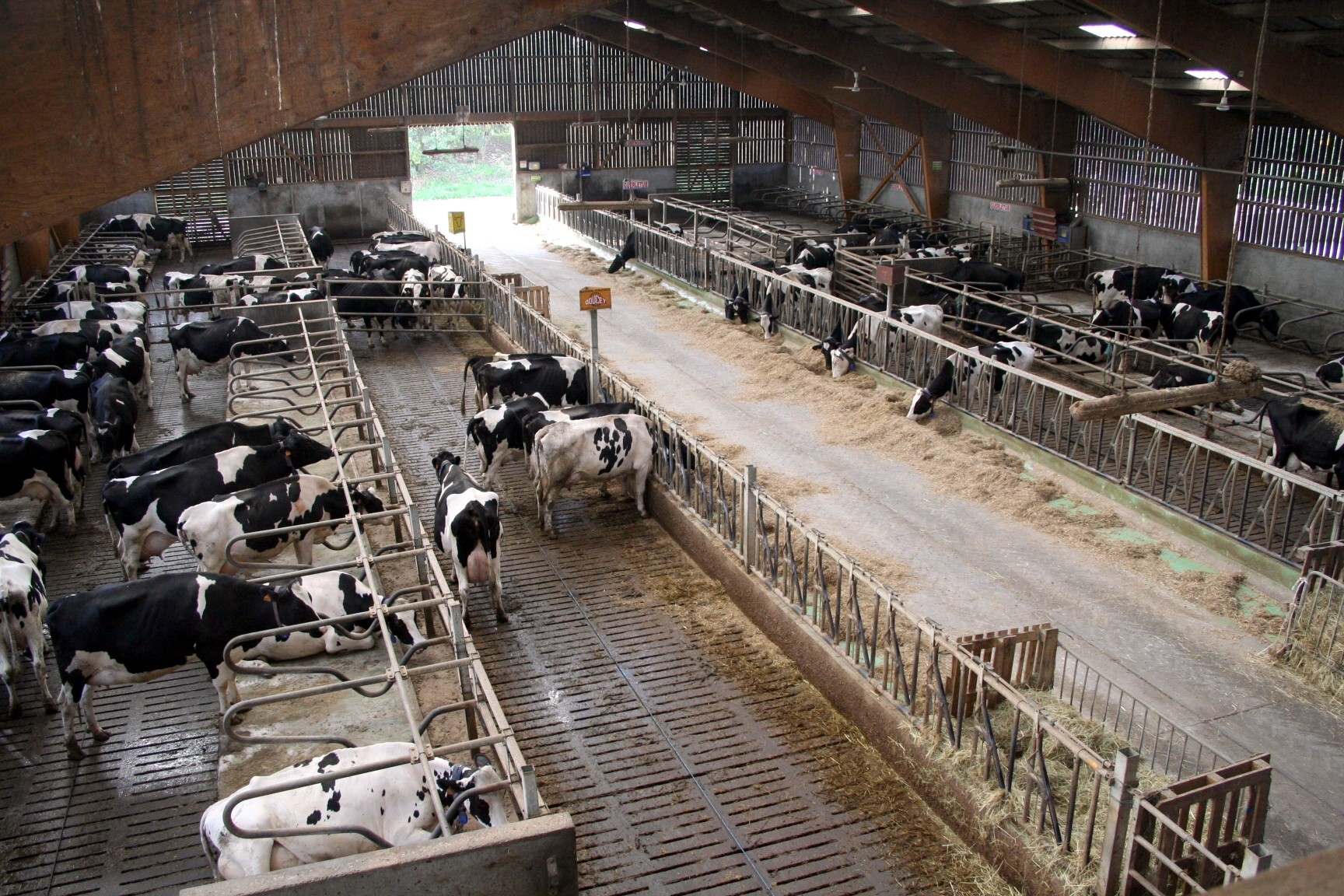
Agro Paris Tech

- Institut des sciences et industries du vivant et de l’environnement

## Szkoły ekonomiczno-polityczne

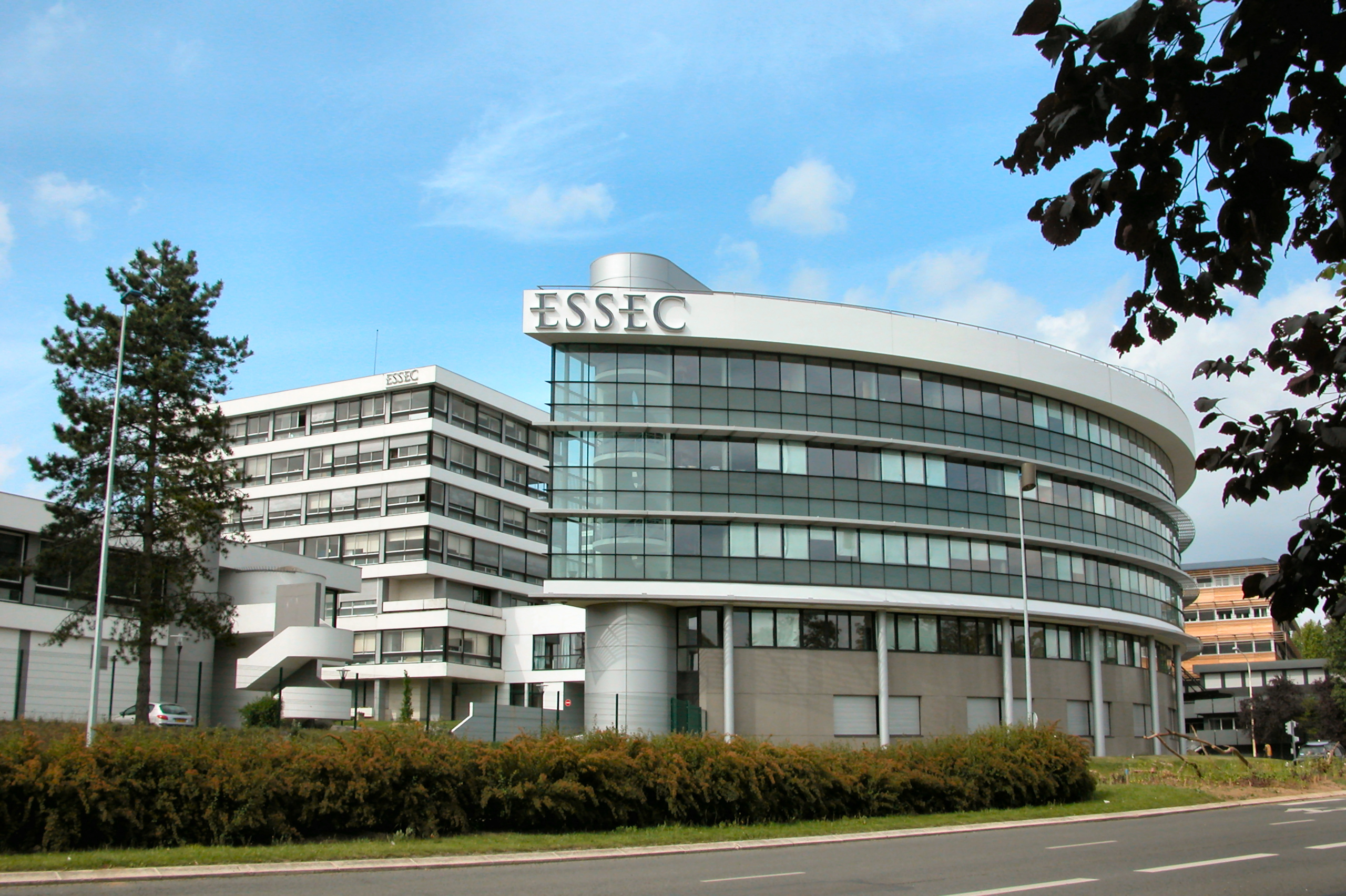
ESSEC campus

Szkoły ekonomiczne zarządzane są przez lokalne organizacje powiązane z samorządem biznesu:
- École des hautes études commerciales de Paris (HEC)
- ESCP Business School
- Instituts d'études politiques (IEP, Sciences Po) – 9 szkół w różnych miastach Francji.

### Szkoły wojskowe

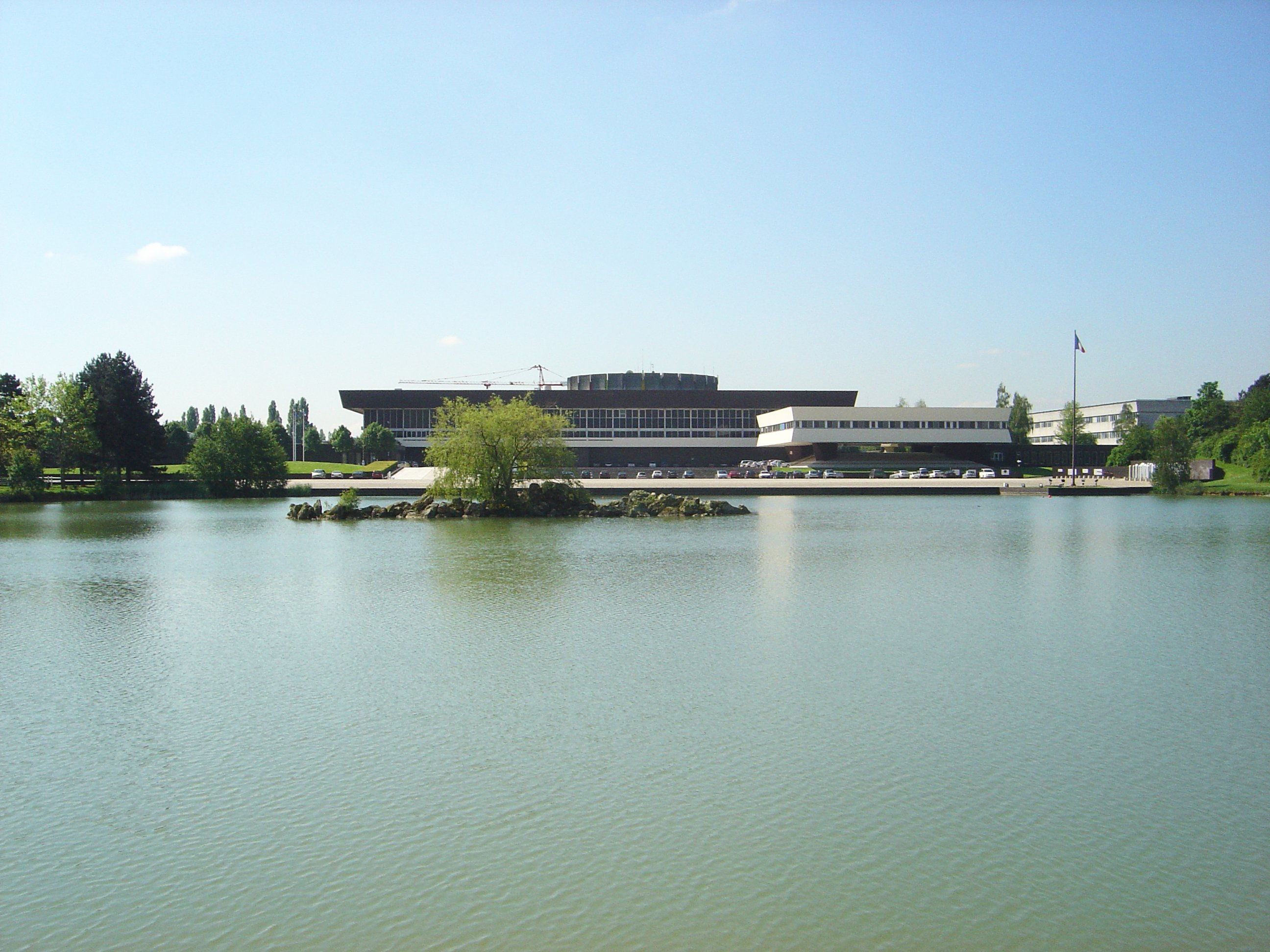
École polytechnique

- École polytechnique (mimo że to szkoła wojskowa, większość jej absolwentów pracuje poza armią i w istocie jest to najbardziej prestiżowa uczelnia politechniczna)
- École spéciale militaire de Saint-Cyr mieszcząca się w zespole Camp de Coëtquidan w Guer (Bretania) – najsłynniejsza szkoła wojskowa
- École navale – szkoła marynarki
- École de l’air – szkoła lotnicza

### Administracja
Studenci tych szkół pracują w służbie cywilnej:
Najsłynniejsza to École nationale d’administration (ENA) a jej studentów określa się jako énarques.